# Microrregión del Alto Capibaribe
La Microrregión del Alto Capibaribe es una subdivisión de la Mesorregión del Agreste Pernambucano, en el estado de Pernambuco (Brasil), formada por 9 municipios. En su mayoría, son municipios agrícolas rurales, con excepción de Santa Cruz do Capibaribe y Surubim, que detentan el 70% de la urbanización de la microrregión. El municipio de Santa Cruz do Capibaribe se urbanizó rápidamente a partir de los años 1970, con los pólos de confección compuestos por microempresas. Posee el clima más seco del agreste de Pernambuco y compone una de las regiones más áridas del Nordeste, juntamente con el Cariri (Paraiba) y el Seridó (Rio Grande do Norte).

## Municipios
- Casinhas
- Frei Miguelinho
- Santa Cruz do Capibaribe
- Santa Maria do Cambucá
- Surubim
- Taquaritinga do Norte
- Toritama
- Vertente do Lério
- Vertentes